# HD 150010
HD 150010，又名BD+72 734，SAO 8544、HR 6180，是一颗恒星，视星等为6.3，位于銀經105.32，銀緯35.99，其B1900.0坐标为赤經16h 33m 0s，赤緯+72° 35.99′ 8″。